# キャンプ (フォークランド諸島)

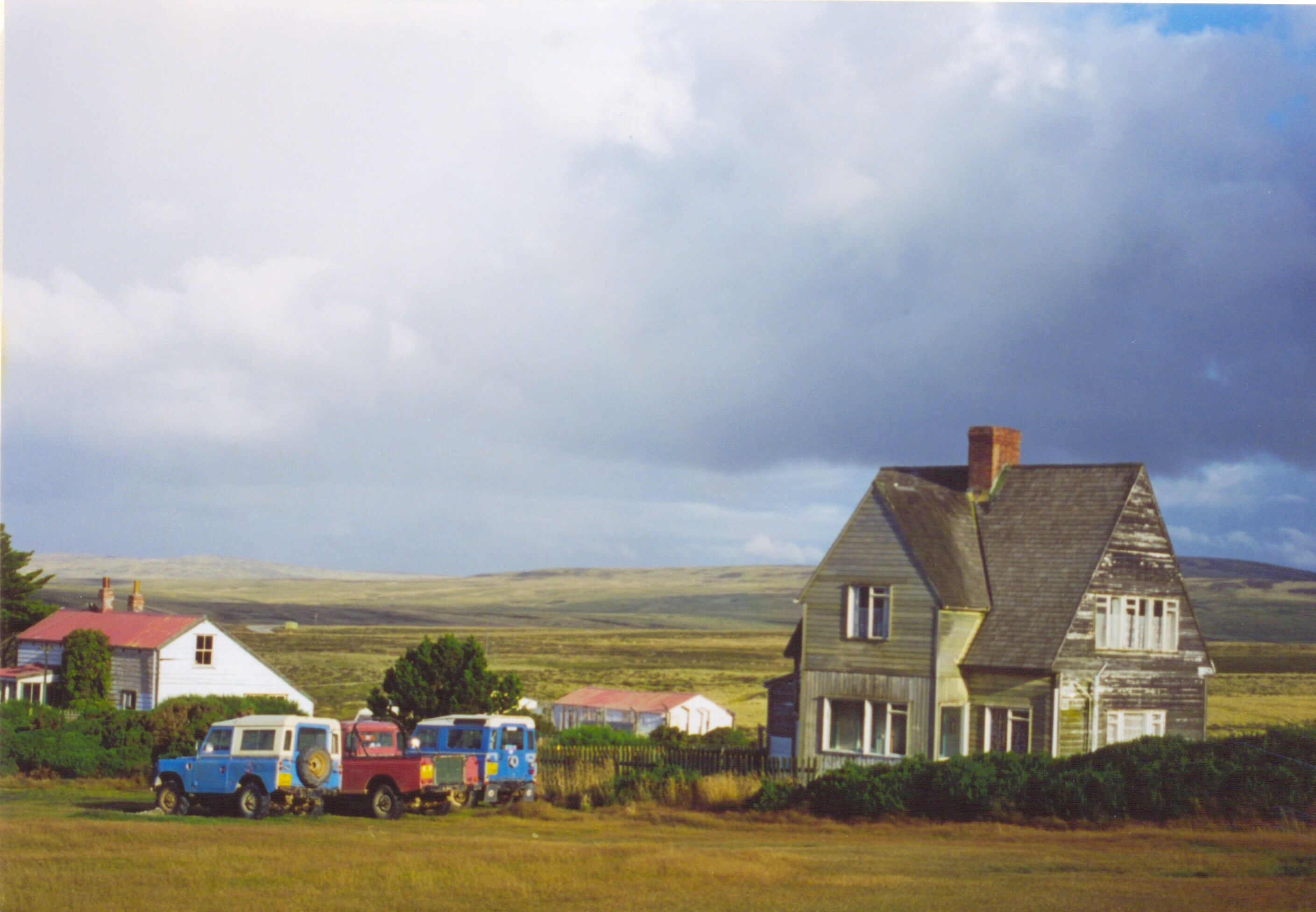
キャンプにある小集落の風景

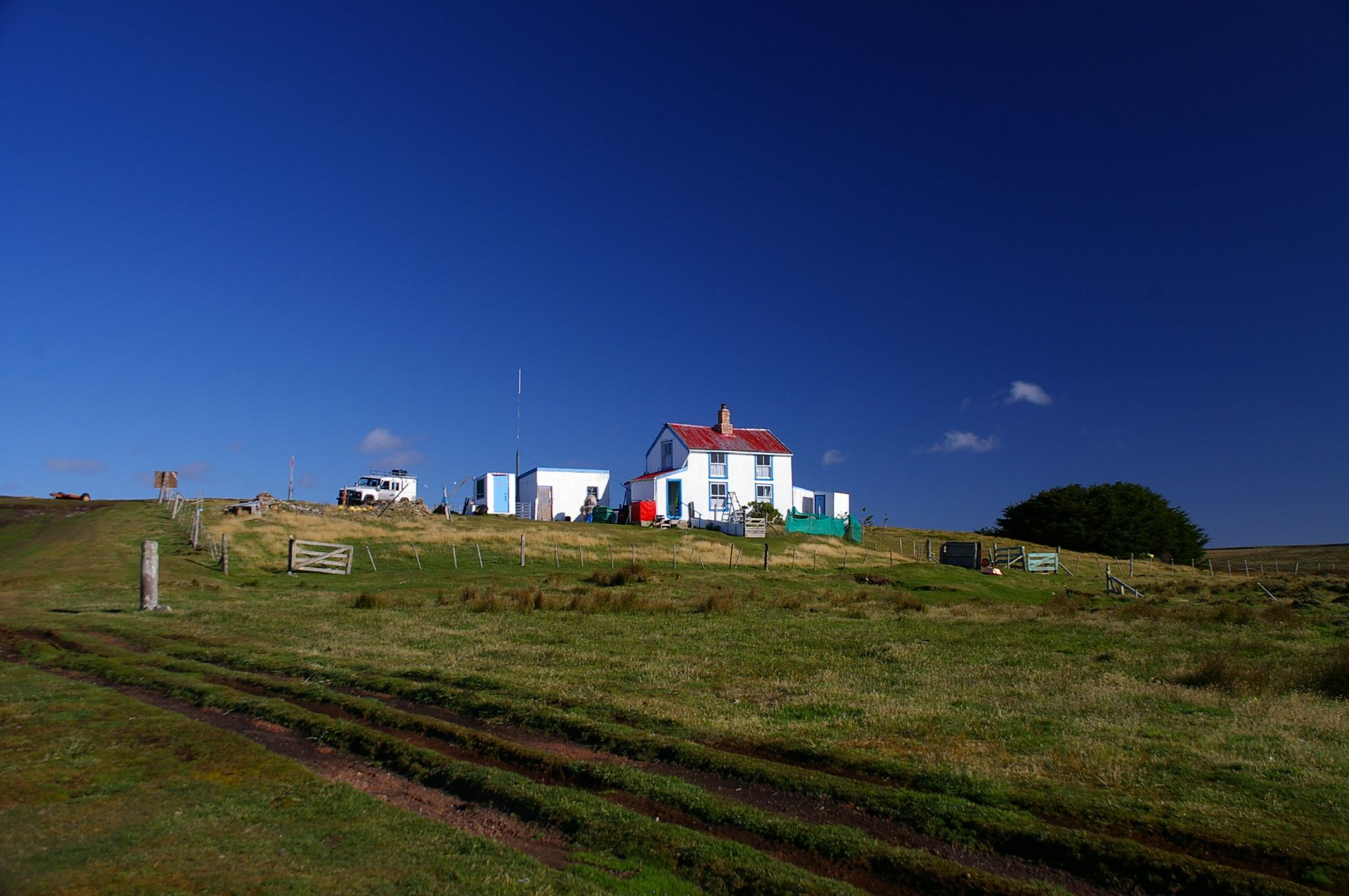
ボランティア・ポント

キャンプ（英: The camp）は、フォークランド諸島において、唯一の町であるスタンリーと、多くの場合にはイギリス空軍のマウント・プレザント基地の広大な敷地を除いた、残りすべての領域を指す用語である。この言葉は、スペイン語で「畑」や「野原」を意味する campo に由来している。

## 概要
キャンプには、フォックス・ベイ、グース・グリーン、ダーウィン、ポート・ハワードといった小集落がいろいろ含まれるが、そのほとんどは数軒の家があるだけである。東フォークランド島に北にあるポート・ルイスは、1764年にフランス人たちが入植した、フォークランド諸島の中でも最初期からの定住地である。ソーンダース島のポート・エグモントは、現在では廃村となっているが、最も初期のイギリス人入植地であった。キャンプの人口の大半は、東フォークランド島に居住しており、西フォークランド島がこれに次ぐ。ペブル島、シーライオン島、ウェスト・ポイント島、ウェデル島、カーカス島といった周辺の島々には居住者がいる。キャンプは公的な文脈でも用いられる表現であり、例えば、フォークランド諸島立法議会には、スタンリー選挙区とキャンプ選挙区がある。
キャンプには、マウント・プレザント空軍基地のほかにも、メア・ハーバー、マウント・アリス (Mount Alice) といった軍事施設がある。また、世界で最も南に位置する吊り橋、ボディー・クリーク吊橋もキャンプにある。キャンプのあちこちには、フォークランド紛争当時から地雷が敷設されたままになっているところがあり、特にスタンリーのすぐ外側の一帯は地雷原になっている。
フォークランド諸島における公式の標準時は、長年にわたって夏時間が UTC-3 であり、2010年9月からはこれが通年の標準時となっているが、キャンプの住民の多くは一年中 UTC-4 で過ごしており、フォークランド諸島ではこれを「キャンプ・タイム (Camp Time)」と称している。こうした事情は、2009年にヒル・コーヴで作業をしていたイギリス陸軍工兵隊が、西フォークランド島ではスタンリーとの間に時差があることを知らずに、混乱が生じた原因となった。
キャンプにおける主要産業は牧羊であり、ほかには漁業と観光業（特に野生動物、ないしは、戦跡に関わるツアー）などがある。キャンプからフォークランド諸島立法議会に選出される代表は3名であり、現在はロジャー・エドワーズ、シャロン・ハルフォード、イアン・ハンセンがその任にある。